# Ibolyaszín boglárka
Az ibolyaszín boglárka (Polyommatus thersites) európai és nyugat-ázsiai elterjedésű, a boglárkalepkék családjához tartozó nappali lepkefaj. 

## Megjelenése

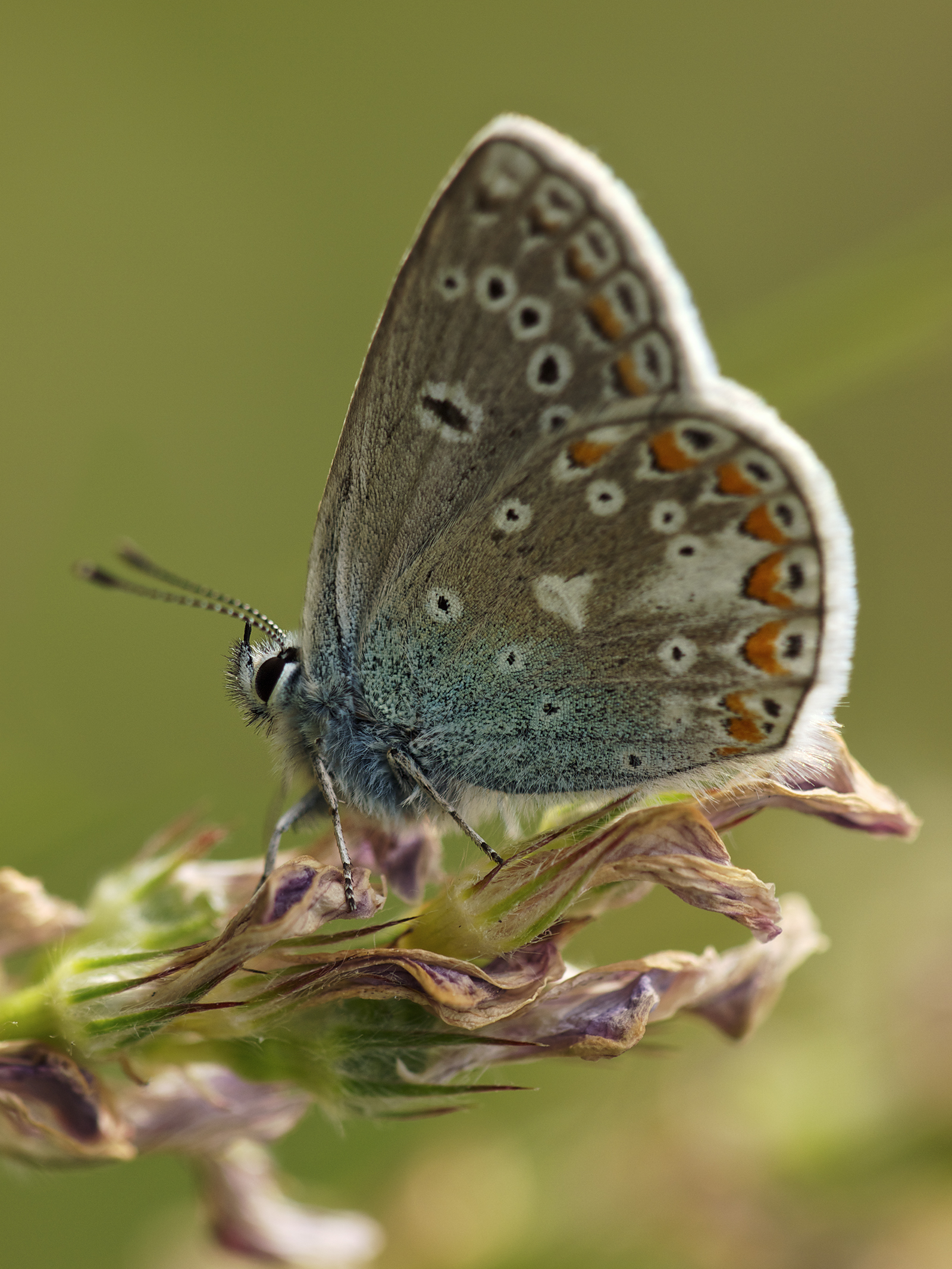
A szárny hátoldala

A lepke szárnyfesztávolsága 28–30 mm.  szárnyak színezetében jelentős nemi dimorfizmus tapasztalható. A hímek szárnyainak alapszíne ibolyás árnyalatú világos élénkkék, szegélyét jól kirajzolódó, keskeny fekete sáv kíséri. A szárny tövét bundaszerűen kék illatpikkelyek fedik. A szárnyak szélei sűrűn, fehéren rojtozottak. A nőstény szárnyai barnák, kéken behintettek, a hátsó szárnyak szélein vörös-narancsbarna, sávszerű, foltsor látható, amely kevésbé kifejezetten átterjed az első szárnyakra is. A szárnyak fonákja világosbarna vagy szürke (jellemzően a tavaszi nemzedék szürke, a nyári pedig melegebb barna), világos peremű fekete foltokkal tarkított; a peremeken a narancsszínű foltsor jól kirajzolódik. A szárnyak fonákjának sejtjében soha nincs fekete folt. A nőstények kék behintettsége nagyon variábilis lehet, egyes változatoknál (f. caerulea) teljesen kék színezet is előfordulhat.
Hasonló fajok a közönséges boglárka (Polyommatus icarus), amely valamivel nagyobb, alapszíne kevésbé lilás, a szárny fonákjának sejtjében fekete folt látható; valamint a fóti boglárka (Plebejus sephirus). A nőstény összetéveszthető a szerecsenboglárkával és egyéb Aricia-fajokkal.
Hernyója zöld-kékeszöld, vékony, sárgás, hosszanti csíkozással. Szőrei fehérek.
Alfajai:
- P. thersites thersites (Európa, Délnyugat-Szibéria, Kaukázus, Örményország)
- P. thersites orientis (Alaj, nyugati Tien-san, Dzsungária, Altaj, Szajánok)

## Elterjedése
Egész Európában előfordul csak északon, Skandináviában, az Északi-tenger partvidékén és a Brit-szigeteken nem él meg. Elterjedései területe kelet felé egészen Közép-Ázsiáig és az Altaj-hegységig terjed. Magyarországon a középhegységek kalciumban gazdag rétjein, löszpusztákon él (pld. Mátraalja, Hegyalja).

## Életmódja

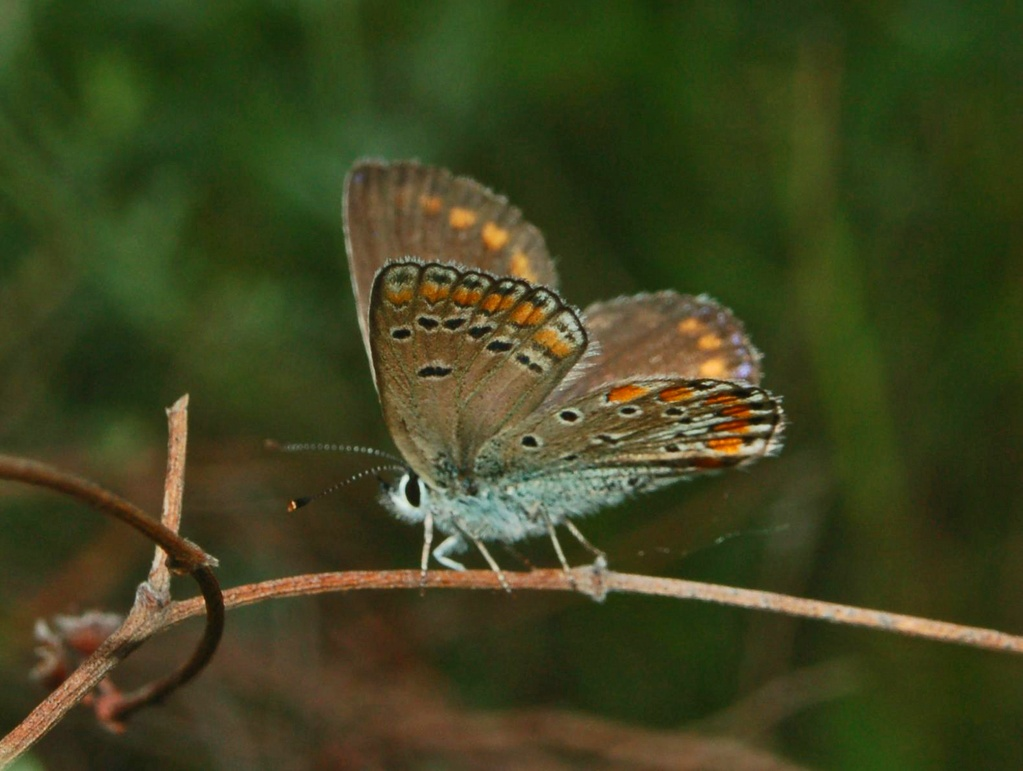

Az ibolyaszín boglárka meszes talajú rétek, legelők, kaszálók lepkéje, megtalálható felhagyott gyümölcsösökben, szőlőkben is. Élőhelyein nagy létszámban is előfordulhat. Évente két nemzedéke nő fel, imágói május-júniusban és július-augusztusban repülnek. A nőstények keveset mozognak, ha tehetik életüket néhány négyzetméteren élik le, míg a hímek aktívak keresik őket. A lepkék virágok nektárjával táplálkoznak, főleg a lila imola-fajokat (Centaurea) kedvelik. Párzás után a nőstény a hernyó tápnövényére, a baltacim-fajokra (Onobrychis) (pld. takarmánybaltacim) rakja le petéit. Hernyója a több boglárkalepkeféléhez hasonlóan mirmekofil, hangyákat vonz magához és stimulálásra nektárcseppet választ ki magából: cserébe a hangyák megvédik ellenségeitől. A faj jelenléte az élőhely bolygatatlan, viszonylag természetes állapotát jelzi.
Magyarországon védett, természetvédelmi értéke 10 000 Ft.